# Brooke Hogan

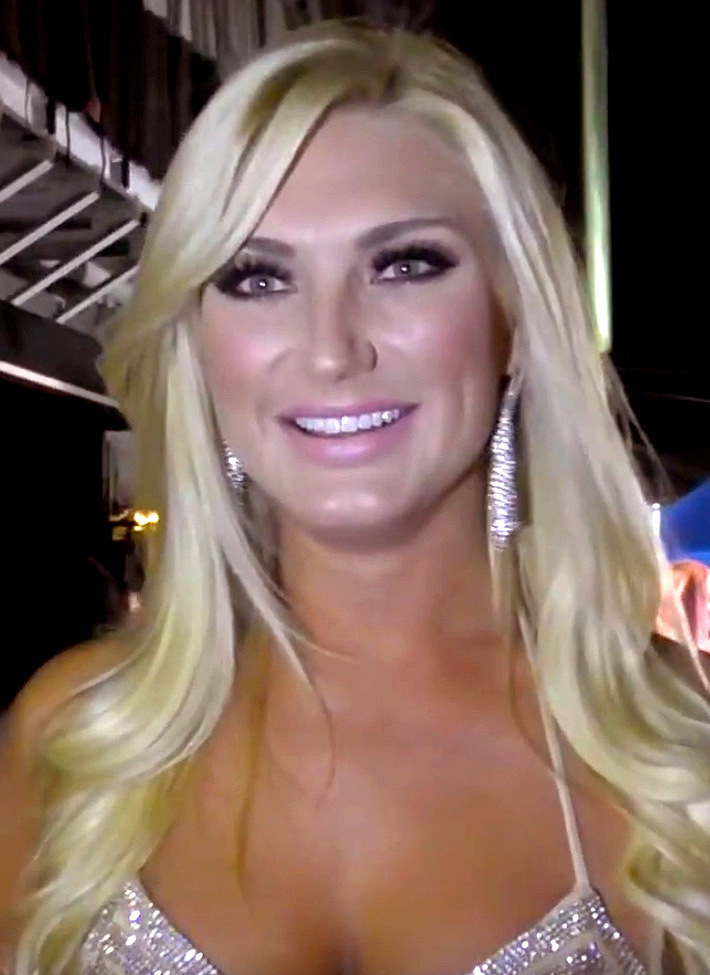
Brooke Hogan, 2016

Brooke Ellen Bollea (* 5. Mai 1988 in Tampa, Florida), besser bekannt als Brooke Hogan, ist eine US-amerikanische TV-Persönlichkeit, Schauspielerin, Sängerin und Tochter des Wrestlers Hulk Hogan. Bekannt wurde sie durch die Reality-Show Hogan Knows Best und wirkte einige Zeit als On-Air-Autorität in der Wrestling-Show Impact Wrestling mit.

## Musikkarriere
Brooke Hogan bekam erst durch die Serie Hogan Knows Best größere Aufmerksamkeit. In der Serie wird der Alltag ihrer Familie gezeigt. Diese lief seit dem 10. Juli 2005 auf dem amerikanischen Sender VH1 und in Deutschland seit Juni 2006 auf MTV. 
Ihre erste Single, die in den amerikanischen Billboard-Charts einstieg, hieß Everything To Me. Brooke war die erste Künstlerin, die bei Scott Storchs Label „Storchaveli“ unterschrieb. Das Video feierte beim Finale der zweiten Staffel von Hogan Knows Best Premiere.
Ihr erstes Album Undiscovered wurde in den USA am 26. September 2006 veröffentlicht und in Deutschland ist es seit dem 24. Oktober 2006 erhältlich.

## Schauspielkarriere

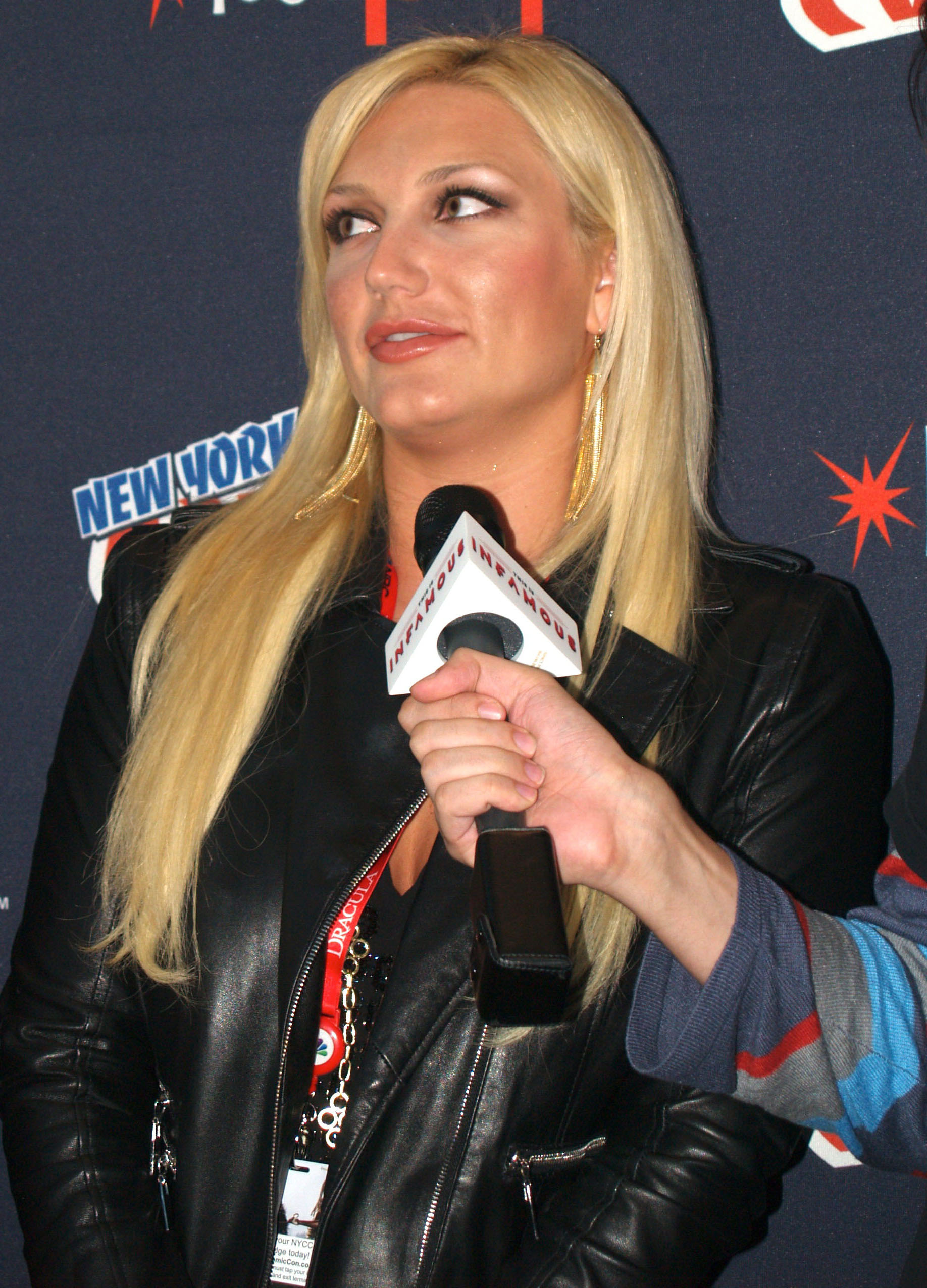
Brooke Hogan, 2013

Hogan steht vorwiegend für Low-Budget-Filme vor der Kamera. So spielte sie 2011 in The Asylums Sand Sharks gemeinsam mit ihrem Bruder Nick Hogan sowie im Horrorfilm 2-Headed Shark Attack. Ihre erste Rolle hatte sie 2009 in dem Fantasy-Film Little Hercules in 3-D gemeinsam mit ihrem Vater.

## Reality-TV und Wrestling

### Hogan Knows Best
Seit dem 10. Juli 2005 wird in den USA auf VH1 die TV-Reality-Soap Hogan Knows Best ausgestrahlt. Bis heute wurden vier Staffeln gedreht, die auch in Deutschland auf MTV zu sehen waren. Die Handlung bezieht sich auf die Hogan-Familie, die Hauptdarsteller sind Hulk Hogan, Linda Hogan, Nick Hogan und Brooke Hogan. Die Kamera begleitet die Familien beim Umzug in ein neues Haus, Pool-Partys mit anderen Wrestlern oder im Tonstudio, wenn Brooke Hogan ihr neues Album aufnimmt.

### Brooke Knows Best
Ist die Fortsetzung von Hogan Knows Best. In der TV-Reality-Soap geht es um Brooke, die zusammen mit ihren zwei besten Freunden nach Miami in ihre erste eigene Wohnung zieht und dort einiges erlebt. Die Serie wurde auf MTV ausgestrahlt.

### Impact Wrestling
Am 17. Mai 2012 wurde verkündet, dass Bollea einen Vertrag bei der Wrestling-Organisation Total Nonstop Action Wrestling unterzeichnet habe, wo auch ihr Vater arbeitet. Ihr Debüt gab sie am 31. Mai 2012, seitdem agiert sie in deren TV-Show Impact Wrestling als Chefin der weiblichen Wrestlerinnen.

## Diskografie

### Alben
- 2006: Undiscovered
- 2008: Judgment Day (Mixtape)
- 2009: The Redemption
- 2015: I Wanna Be Your Girlfriend
- 2018: So Many Summers (EP)

### Singles
- 2005: Everything to Me
- 2006: About Us (feat. Paul Wall)
- 2007: For a Moment
- 2007: Heaven Baby (feat. Beenie Man)
- 2008: Slow Down
- 2011: Higher
- 2011: Sexy
- 2015: Girlfriend
- 2017: Taste Like Summer
- 2018: Ride The WAV
- 2019: Touch My Body
- 2020: Move

## Filmografie (Auswahl)
- 2009: Little Hercules in 3-D
- 2011: Sand Sharks
- 2011: Devour
- 2012: 2-Headed Shark Attack
- 2012–2013: China, IL (Fernsehserie, 10 Folgen)
- 2015: L.A. Slasher